# Raorchestes johnceei
Espèce
Raorchestes johnceei est une espèce d'amphibiens de la famille des Rhacophoridae.

## Répartition
Cette espèce est endémique du Kerala en Inde. Elle se rencontre à environ 600 m d'altitude dans le district de Thiruvananthapuram dans les Ghats occidentaux.

## Systématique
L'espèce Raorchestes johnceei a été décrite en 2011 par Anil Zachariah (d), K. P. Dinesh (d), E. Kunhikrishnan (d), Sandeep Das (d), David V. Raju (d), Chandrasekharamenon Radhakrishnan (d), Muhamed Jafer Palot (d) et S. Kalesh (d).

## Description
L'holotype de Raorchestes johnceei, un adulte mâle, mesure 33,9 mm. Son dos présente deux rayures jaune orangé séparées par une rayure noire s'étendant de l'arrière des yeux jusqu'à l'anus. Sa face ventrale est blanche avec des taches brunes.

## Étymologie
Son nom d'espèce, johnceei, lui a été donné en l'honneur de John C. Jacob (populairement appelé John Cee).

## Publication originale
- Zachariah, Dinesh, Kunhikrishnan, Das, Raju, Radhakrishnan, Palot &, Kalesh, 2011 : « Nine new species of frogs of the genus Raorchestes (Amphibia: Anura: Rhacophoridae) from southern Western Ghats, India ». Biosystematica, vol. 5, p. 25-48 (lire en ligne).